# Найдёнов, Дмитрий Иванович
Дмитрий Иванович Найдёнов (7 марта 1835 — 3 февраля 1884) — российский врач-сифилидолог, дерматовенеролог, медицинский писатель.

## Биография
Родился в Рязанской губернии, в селе Федотьево Спасского уезда. В 1853 году окончил гимназию с золотой медалью. В 1858 году окончил Московский университет в звании лекаря с отличием, работал под руководством Ф. И. Иноземцева. После его окончания в 1859 году отправился в поездку за границу для совершенствования в медицине, изучал дерматологию, по которой специализировался, в университетах Австрии и Германии. По возвращении работал сначала ассистентом клиники при университете, в 1867—1868 годах по приказу администрации университета преподавал частную патологию и душевные болезни. Защитив в 1869 году докторскую диссертацию «Сравнительное действие сурьмы на животный организм», был избран доцентом кафедры дерматовенерологии Московского университета и директором клиники этих болезней при Екатерининской больнице; кафедру накожных болезней, сотрудниками которой были первоначально только он и ординатор, возглавлял до 1884 года. Умер в 49-летнем возрасте от воспаления лёгких.
Публикации и заслуги
Опубликовал ряд медицинских статей в периодических изданиях. Был первым венерологом в России, начавшим оказывать стационарную помощь венерологическим больным, отказавшимся от карательных мер по отношению к пациентам и первым, создавшим отдельное женское венерологическое отделение. Ему также принадлежит новый способ лечения сифилиса путём введения под кожу сублимата ртути.